# Franz von Schober

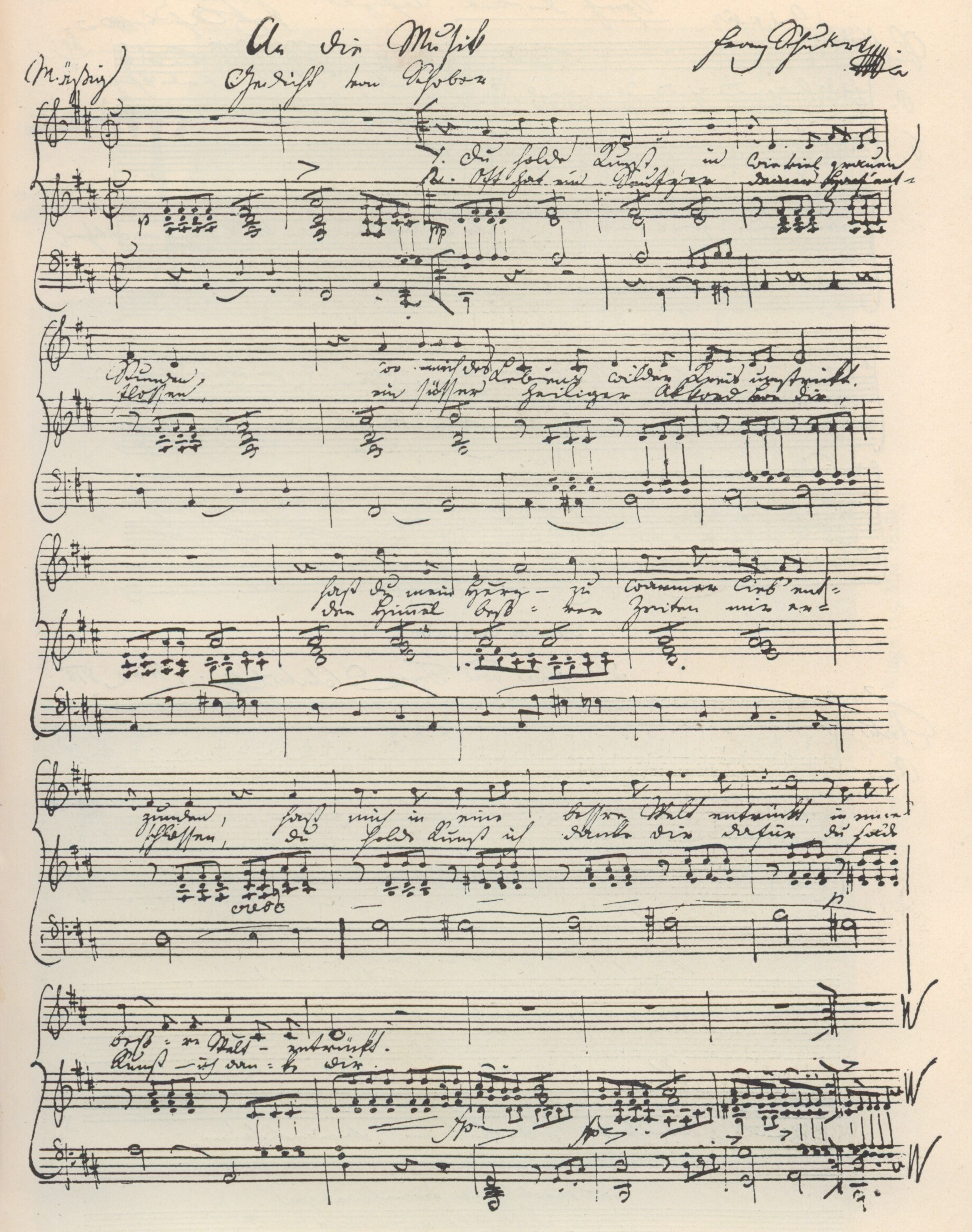
An die Musik, poème de Schober, un des manuscrits autographes de Schubert

Franz Adolf Friedrich Schober (à partir de 1801 von Schober), né le 17 mai 1796 au château de Torup près de Malmö et mort le 13 septembre 1882 à Dresde, est un poète et librettiste autrichien, qui fut aussi lithographe, acteur à Breslau et Legationsrat à Weimar. Il a été entre autres l'un des amis intimes de Schubert.

## Biographie
Né en Suède de parents autrichiens, il étudie le droit à Vienne, où il rencontre le compositeur Franz Schubert, ses amis Johann Mayrhofer et Joseph von Spaun, et les peintres Leopold Kupelwieser et Moritz von Schwind. Il fut acteur au théâtre de Breslau entre 1823 et 1825 sous le pseudonyme « Torupson ». Il est en étroit contact avec Franz Liszt dans les années 1840. En 1856, il se marie à l'écrivaine Thekla von Gumpert. Il vivra par la suite à Budapest, Munich et Dresde.
Schober écrit de nombreux poèmes, repris pour certains en musique par Schubert (notamment le très célèbre An die Musik). En 1821, il écrit le livret de l'opéra de Schubert Alfonso und Estrella.

## Œuvres
- Gedichte (Poèmes), 1842.
- Gedichte (Poèmes), 1865.